# 羅富國
羅富國爵士，KCMG，KStJ（1881年2月9日—1948年7月10日），英國資深殖民地官員，1935年至1936年出英屬圭亞那總督，1937年至1941年為第20任香港總督。
羅富國在1904年加入殖民地部，長期在非洲的殖民地政府機關供職，歷任肯雅助理輔政司、北羅德西亞布政司和黃金海岸輔政司等職，在黃金海岸輔政司任內曾署任黃金海岸總督。隨後在1935年至1936年間，他獲調派往南美洲英屬圭亞那出任總督。
羅富國在1937年10月調任香港總督，適值中國抗日戰爭全面爆發不久，為應付日軍日益嚴峻的威脅，他任內積極整頓香港防務，其中於1939年7月頒布緊急法例實行徵兵，另外又在1940年首度開徵入息稅，以減輕軍費負擔。羅富國爵士在任後期因病不適，長期不在香港，回港後不久於1941年9月稱病辭職，返英療養，由楊慕琦接任，避過三個月後日軍入侵香港，沒有如其他英國駐港官員般淪為戰俘。
羅富國爵士在第二次世界大戰期間獲重新起用到東非任軍方首席情報官，戰後於1948年4月獲英廷任命為東非議會首任議長，惟未幾於同年7月病故，終年67歲。

## 生平

### 早年生涯
羅富國在1881年2月9日生於英國倫敦，是父親亞瑟·法蘭西斯·諾思科特牧師閣下（Rev. Hon. Arthur Francis Northcote，1852年－1943年）及第二任妻子瑪麗·阿拉貝拉·托勒爾（Mary Arabella Toller）所生的獨子，除他以外，羅富國另有三名胞妹和一位同父異母的胞姐。羅富國為名門望族之後，祖父是資深英國保守黨政治家伊茲利伯爵，歷任財相及外相；另外伯父諾思科特勳爵亦曾任孟買總督及澳洲總督。
羅富國年少時入讀德文郡蒂弗頓的布倫德爾公學，於校內成績優異，後來取得「紐特及胡斯獎學金」（Newte and Huish Exhibition），入讀牛津大學貝利奧爾學院，1904年以榮譽資格取得文學碩士學位畢業。

### 殖民地生涯
羅富國畢業後旋即於1904年5月加入殖民地部服務，並獲派往非洲供職。起先他在東非保護領（今肯雅）出任助理管制官（Assistant Controller），1909年升任奇斯爾（Kisii）理民專員（District Commissioner），1911年起掌管基庫尤省（Kikuyu Province），1919年5月至10月曾署理省專員（Provincial Commissioner）一職，其後改任署理助理輔政司一職至1920年7月。在1921年，羅富國累遷為肯雅助理輔政司，任內曾數度署任輔政司職務。在1927年2月，他獲調往北羅德西亞（今贊比亞）擢升為布政司，同時任當地行政、立法兩局官守議員。在1930年，羅富國轉到位於西非的英屬殖民地黃金海岸（今加納）任輔政司，任內曾分別於1932年及1934年總督輪替期間，兩度擔任署理黃金海岸總督，另外於1931年獲英皇頒賜聖米迦勒及聖喬治同袍勳章。
在1935年3月，羅富國獲英廷改派到南美洲出任英屬圭亞那（今圭亞那）總督兼三軍總司令，同時獲頒授聖米迦勒及聖喬治爵級司令勳章，成為爵士，結束在非洲逾30年的公職生涯。任內，他走訪圭亞那各地，體察民情，並對當地過度伐林的問題作出關注，以及支持保育林木。然而，不久以後，時任香港總督郝德傑爵士被調往錫蘭（今斯里蘭卡）處理當地局勢，羅富國遂臨時返回英國接受任命，抽調到香港接掌總督兼三軍總司令之職務。身穿傳統官服的羅富國爵士於1937年10月28日上午，由倫敦乘船正式抵港，於皇后碼頭上任履新，同日於督憲府內的立法局議事廳宣誓就任，是為第20任港督。

### 香港總督

#### 整頓防務
羅富國履任港督前兩個多月，中国抗日战争於1937年7月7日全面爆發，遠東局勢愈益緊張，引發大批難民躲避戰火逃難來港，香港人口急增，1937年至1941年香港人口由約100萬躍升至約160萬，對香港住屋構成很大壓力。香港成為中國對外貿易的僅餘途徑之一，連帶促進香港轉口貿易和經濟發展，再加上香港乃英國的皇家殖民地，英、日雙方未有開戰，使大眾普遍對局勢感到放心，不擔心日本進攻香港。

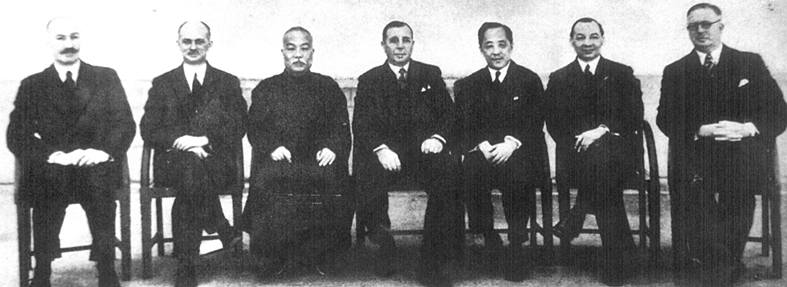
羅富國爵士（中）與行政局華人非官守議員羅旭龢爵士（右二）等人合影

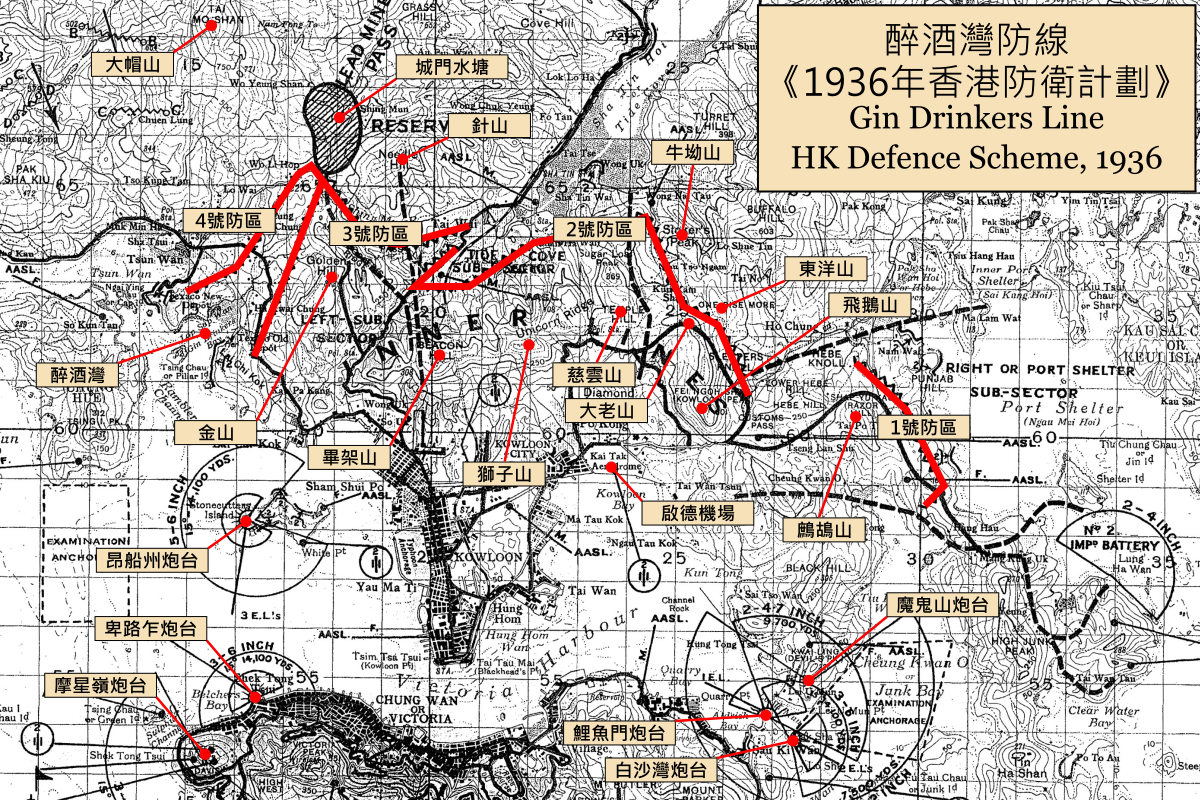
羅富國爵士任內建成醉酒灣防線

日本對華發動侵略，始終對香港構成一定威脅，再加上羅富國繼續批准武器經香港轉口運入中國，使得日本政府相當不滿。1937年10月開始，日軍開始轟炸九廣鐵路華段試圖截斷貿易往還。羅富國1938年7月乘九廣鐵路到廣州回訪國民政府廣東省主席吳鐵城。1938年10月初，九廣鐵路華段其中一條鐵路橋遭日軍炸毀，自此九廣直通車服務陷於中斷，一直到香港淪陷後才獲開始修復。同年10月21日，日軍攻佔廣州，兵臨香港的深圳河邊境，使香港地理上陷入孤立局面。廣州戰役前夕，羅富國在9月頒佈緊急條例，宣佈香港維持中立，從而緩和香港局勢。自港府宣告中立以後，礙於局勢所限，港府開始限制對中國的武器轉運，並抑制在港的反日活動，後來又在1939年8月設立新聞檢查處，對輿論及尋常信件作進一步審查。
香港本身無險可守，但日軍壓境，經常有日方艦隻不法駛入香港水域，羅富國任內積極為香港展開佈防工作，成立防空署專責處理燈火管制、防空演習、組織民防部隊及教導市民應對空襲的事務。1939年7月，港府通過《戰鬥人員義務法令》，規定18至41歲英籍男性都要強制服兵役，所有合適者皆獲編到香港義勇防衛軍或皇家海軍志願預備隊服役。除香港募得的軍員，再加上駐港英軍以及由加拿大臨時赴港增援的兩個營，香港至1941年開戰前夕共有守軍約一萬多人。港府又在1938年於城門水塘一帶建成橫跨新界東西的醉酒灣防線，但由於人手缺乏，守備始終相當脆弱，未能抵禦日軍的威脅。
1939年9月3日，英國對納粹德國宣戰，第二次世界大戰正式爆發，羅富國隨即宣佈香港進入戰時狀態，並實施外匯管制。1940年6月，大量日軍集結深圳，英軍於是拆走通往深圳的橋樑，同時港府宣佈香港進入非常時期，並開始在港九各處廣建防空洞，逐步實施燈火管制、糧食管制，於道路堆置沙包及路障，進行各樣演習，以防日軍突襲。1941年7月，日軍進犯印度支那南部，日本被英國及美國實施經濟制裁，港府亦宣佈凍結日本在港資產，使屬於軸心國的日本與盟國關係進一步惡化。
英德宣戰以後，港府為補助英國在歐戰的軍費，於1939年尾通過每年額外撥出600萬港元作為應急軍費，以及225萬作為特別開支。為了填補這大筆支出以及支付香港的防守開支，港府1940年3月向立法局提出引入戰時稅收，計劃於4月1日起開徵入息稅及利得稅。由於香港自開埠以來一直以「自由港」自居，有關提議引來商界及中產人士的強烈反對，最後羅富國及港府承諾戰後即時廢除兩稅，立法局才通過有關建議。雖然入息稅及利得稅的確在戰後立即廢除，但港府及後又於1947年重新開徵。
羅富國任內，港府還在1940年開始向歐裔文官、軍人及英籍僑民的家眷推出撤僑計劃，一般輿論則批評港府過份緊張，認為日本不會揮軍香港，政府此舉更會造成公眾恐慌，香港的英籍華人更抨擊港府只撤走英籍僑民，有歧視之嫌。截止1940年7月，港府一共將大約3,500名英籍僑居婦孺撤離到澳洲，但有900名家眷仍選擇留港，結果這批人於香港淪陷後大致被送入日軍拘留營或集中營囚禁。
儘管香港戰霾密佈，羅富國仍關注社會建設，當中尤其專注香港的教育發展。1939年，港府於西營盤醫院道成立一間全新的師範學院，名叫香港師資學院，該學院後於1941年遷往般含道，並更名為羅富國師範學院，由於港督羅富國爵士出生豪門，學院遂以羅富國的家族盾徽為校徽。羅富國師範學院後來於1994年併入香港教育學院。此外，在羅富國任內，香港大學亦擴充其理學院，並於1941年建成羅富國科學大樓，供生物、化學、物理各系使用，大樓一直到1990年才遭拆卸。

#### 卸任返英
羅富國在任後期因身體不適，需長時間返英國調養，以致長期不在香港，政務遂交由他人打理。在1940年4月，羅富國返英休假，總督一職由輔政司史美署理，至同年8月6日，署理港督一職改由前英皇副官及前馬德拉斯區英軍司令岳桐中將接任，以便統率軍務。1941年1月，香港慶祝開埠百周年紀念，羅富國因仍未返港而沒有出席，當年慶祝活動亦因戰事影響而規模大減，只有低調進行，規模遠遜於1891年的開埠50周年紀念。
1941年3月，羅富國返港復任港督，同年9月6日因病辭任港督一職，返回英國休養。羅富國稱病辭職後，接任港督楊慕琦爵士在1941年9月10日抵港履新，當時香港局勢仍然相當平穩，市面一概如舊。12月8日，日軍偷襲太平洋珍珠港後揮軍香港，香港保衛戰爆發，楊慕琦旋於12月25日兵敗投降，淪為日軍戰俘，到1945年8月日本投降後才獲得釋放。羅富國在香港保衛戰爆發前三個月及時因病脫身返英，幸運地沒有成為戰俘。

### 晚年生涯
返英調理一段日子以後，羅富國爵士於1942年重獲英廷起用，再次出仕非洲，到英軍東非司令部出任首席情報官（Principal Information Officer），任內曾協助於東非展開宣傳活動，鼓勵當地居民應募到錫蘭及緬甸等地作戰，二戰結束後，羅富國在1947年卸任返回英國。1948年初，英廷計劃重整對東非眾殖民地的管治架構，除設立東非高級專員公署外，又成立東非議會，其中，曾長年在東非任職的羅富國在4月獲英廷任命為東非議會首任議長。接受任命後不久，羅富國因病在1948年7月10日卒於薩里郡桑德斯特德家中，終年67歲。

## 個人生活
羅富國在1910年10月27日娶伊迪絲·茱麗葉·瑪麗·亞當斯（Edith Juliet Mary Adams，？－1958年2月28日）為妻，伊迪絲的父親為詹姆士·威廉斯·亞當斯牧師，亞當斯牧師早年曾因軍功獲頒維多利亞十字勳章。羅富國爵士夫婦皆虔誠的聖公會教徒，兩人育有三名兒子，分別為：
- 麥斯威爾·亞當斯·斯塔福·諾思科特 （Maxwell Adams Stafford Northcote，1911年11月22日－1989年3月15日）
- 亞瑟·傑弗里·斯塔福·諾思科特 （Arthur Geoffry Stafford Northcote，1913年3月30日－1962年9月30日）
- 艾也斯·亨利·斯塔福·諾思科特 （Arnyas Henry Stafford Northcote，1916年2月13日－1944年3月6日）

## 榮譽

### 殊勳
- C.M.G. （1931年）
- K.C.M.G. （1935年）
- K.St.J.

### 以他命名的事物
- 羅富國徑：位於香港島薄扶林沙灣。
- 羅富國師範學院：於1994年併入香港教育學院。
- 羅富國科學大樓：位於香港大學內，1990年拆卸。
- 羅富國校友會學校：位於九龍土瓜灣上鄉道

## 注腳
1. ↑  World Biography, Institute for Research in Biography, 1948.
2. 1 2 3 4 5 6  "Sir Geoffry Alexander Stafford Northcote", thePeerage.com, retrieved on 8 May 2009.
3. 1 2  The Colonial Office List, London: His Majesty's Stationary Office, 1948.
4. ↑  〈新督略歷及其生平〉，《香港工商日報》第三張第一版，1937年10月28日。
5. 1 2 3  "Sir Geoffry Northcote, Career of New Governor of Hong Kong, Keen in Realm of Sport", Hong Kong Daily Press Front Page, 28 October, 1937.
6. ↑  "Ghana", World Statesmen.org, retrieved on 8 May 2009.
7. 1 2  Who Was Who, London: A & C Black, 1996.
8. ↑  "Guyana", World Statesmen.org, retrieved on 8 May 2009.
9. ↑  "H.K. Welcomes New Governor and Lady Northcote", The Hong Kong Telegraph Front Page, 28 October 1937.
10. ↑  〈新任本港總督羅富國爵士到港履新〉，《華字晚報》第四頁，1937年10月28日。
11. ↑  〈遠東風雲急迫，港督責任加重〉，《香港工商日報》第三張第一版，1937年10月29日。
12. 1 2 3 4 5 6 7 8  張連興，《香港二十八總督》，北京：朝華出版社，2007年6月。
13. 1 2 3 4 5 6 7 8  Russell Spurr, Excellency: the governors of Hong Kong, Hong Kong: FormAsia, 1995.
14. ↑  《香港大學歷史》，University Museum and Art Gallery，造訪於2009年5月9日。
15. 1 2  "Foreign Concessions and Colonies", World Statesmen.org, retrieved on 8 May 2009.
16. ↑  Katrin Bromber, "Do Not Destroy our Honour. War Time Propaganda Directed at East African Soldiers in Ceylon (1943-44)".
17. ↑  Walter Russell Crocker, Self-government for the Colonies, Allen & Unwin, 1949.
18. 1 2  "G.A.S. NORTHCOTE, BRITISH OFFICIAL; Sir Geoffry, Long in Africa, Dies in England - Once Was Hong Kong Governor", THE NEW YORK TIMES, 12 July 1948.
19. ↑  "Cause No. 757 of 1990 （页面存档备份，存于）", The Kenya Gazette Vol.32 - No.36, 24 August 1990, p.1136.

### 英文資料
- "H.K. Welcomes New Governor and Lady Northcote", The Hong Kong Telegraph Front Page, 28 October 1937.
- "Sir Geoffry Northcote, Career of New Governor of Hong Kong, Keen in Realm of Sport", Hong Kong Daily Press Front Page, 28 October, 1937.
- The Colonial Office List, London: His Majesty's Stationary Office, 1948.
- World Biography, Institute for Research in Biography, 1948.
- "G.A.S. NORTHCOTE, BRITISH OFFICIAL; Sir Geoffry, Long in Africa, Dies in England - Once Was Hong Kong Governor", THE NEW YORK TIMES, 12 July 1948.
- Walter Russell Crocker, Self-government for the Colonies, Allen & Unwin, 1949.
- Russell Spurr, Excellency: the governors of Hong Kong, Hong Kong: FormAsia, 1995.
- Who Was Who, London: A & C Black, 1996.
- Katrin Bromber, "Do Not Destroy our Honour. War Time Propaganda Directed at East African Soldiers in Ceylon (1943-44)". 網上版本
- "Sir Geoffry Alexander Stafford Northcote", thePeerage.com, retrieved on 8 May 2009. 網頁 （页面存档备份，存于）
- "Foreign Concessions and Colonies", World Statesmen.org, retrieved on 8 May 2009. 網頁（页面存档备份，存于）
- "Ghana", World Statesmen.org, retrieved on 8 May 2009. 網頁（页面存档备份，存于）
- "Guyana", World Statesmen.org, retrieved on 8 May 2009. 網頁 （页面存档备份，存于）

### 中文資料
- 〈新督略歷及其生平〉，《香港工商日報》第三張第一版，1937年10月28日。
- 〈新任本港總督羅富國爵士到港履新〉，《華字晚報》第四頁，1937年10月28日。
- 〈遠東風雲急迫，港督責任加重〉，《香港工商日報》第三張第一版，1937年10月29日。
- 張連興，《香港二十八總督》，北京：朝華出版社，2007年6月。
- 《香港大學歷史》，University Museum and Art Gallery，造訪於2009年5月9日。網頁（页面存档备份，存于）

## 外部連結
- 立法局會議記錄（英文）
  - 1937年 （页面存档备份，存于）
  - 1938年 （页面存档备份，存于）
  - 1939年 （页面存档备份，存于）
  - 1940年 （页面存档备份，存于）
  - 1941年 （页面存档备份，存于）
- 其他
  - War time propaganda directed at East African soldiers in Ceylon (1943-44)（英文）
  - 花開、花開之九龍戰幔 （页面存档备份，存于）

| 官衔                         | 官衔                         | 官衔                           |
| ---------------------------- | ---------------------------- | ------------------------------ |
| 前任者： 亞歷山大·斯萊特爵士 | 署理黃金海岸總督 1932年      | 繼任者： 珊頓·托馬斯爵士       |
| 前任者： 珊頓·托馬斯爵士     | 署理黃金海岸總督 1934年      | 繼任者： 亞諾·霍德遜爵士       |
| 前任者： 愛德華·德納姆爵士   | 英屬圭亞那總督 1935年–1936年 | 繼任者： 威爾夫里德·傑克遜爵士 |
| 前任者： 史美（署理）        | 第20任香港總督 1937年–1941年 | 繼任者： 史美（署理）          |